# Лангвајд ам Лех
Лангвајд ам Лех (њем. Langweid am Lech) општина је у њемачкој савезној држави Баварска. Једно је од 46 општинских средишта округа Аугсбург. Према процјени из 2010. у општини је живјело 7.428 становника. Посједује регионалну шифру (AGS) 9772171.

## Географски и демографски подаци
Лангвајд ам Лех се налази у савезној држави Баварска у округу Аугсбург. Општина се налази на надморској висини од 450 метара. Површина општине износи 23,6 km². У самом мјесту је, према процјени из 2010. године, живјело 7.428 становника. Просјечна густина становништва износи 315 становника/km².

## Међународна сарадња
| Мјесто | Држава   | Врста сарадње | Од    |
| ------ | -------- | ------------- | ----- |
| Херег  | Мађарска | контакт       | 2000. |
| Извор  |          |               |       |